# Ossufo Momade

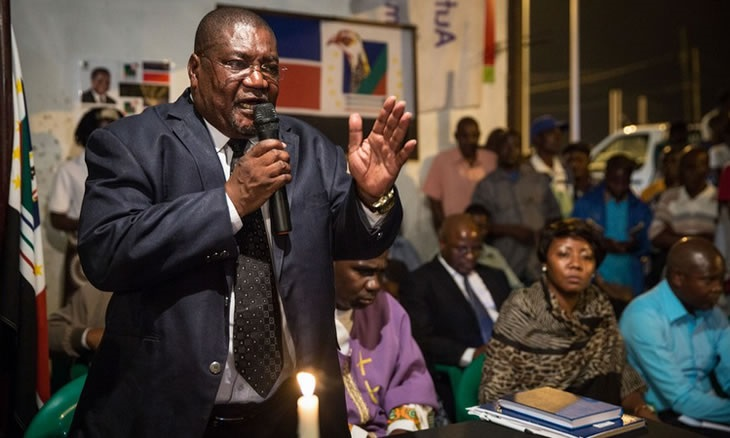
Ossufo Momade (2018)

Ossufo Momade (* 30. Januar 1961 auf der Ilha de Moçambique, Portugiesisch-Ostafrika) ist ein mosambikanischer General und Politiker (RENAMO). Momade ist seit Mai 2018 interimistisch, seit Januar 2019 gewählter Vorsitzender der größten mosambikanischen Oppositionspartei, RENAMO.

## Leben

### Jugend und Ausbildung
Ossufo Momade wurde am 30. Januar 1961 auf der Ilha de Moçambique als Sohn seines gleichnamigen Vaters Ossufo Momade und der Mutter Alide Zainabo geboren. Er besuchte die Escola Primária Luís de Camões, nach Abschluss der vierten Klasse 1973 wechselte er zur Escola Comercial Pêro da Covilhã, einer Handelsschule.
1974, nach dem Vereinbarung über die Unabhängigkeit zwischen Mosambik und Portugal (Vertrag von Lusaka) trat Momade der neugegründeten Armee, den Forças Populares de Libertação de Moçambique (FPLM) in Nampula bei und war dort zunächst im militärischen Politkommissariat tätig, bevor er als Privatsekretär zum Provinzdirektor für Gesundheit wechselte. 1978 zog er zum militärischen Trainingszentrum in Inhambane.

### Beitritt zur RENAMO
In Inhambane hörte Momame zum ersten Mal von der RENAMO, die wenige Monate später kidnappte und festhielt. Er ließ sich zum Beitritt zur Guerillaorganisation überredeten und trat dieser im Dezember 1978 bei. Nach einem Militärtrainng in Gorongosa und Maringue unterstützte Momade in seiner ersten Mission den damaligen neuen Anführer der RENAMO, Afonso Dhlakama, in einer Militärmission in Tete. Momade erwies sich als loyal zur RENAMO-Führung und führte weitere Missionen in den Provinzen Manica und Sofala aus. 1981 wurde er zum Kommandeur einer Kompanie befördert.
Mitte 1983 schickte die RENAMO-Führung Momade in die Provinz Nampula, um dort eine neue Front gegen die staatlichen Sicherheitskräfte zu eröffnen. Ebenfalls 1983 wurde er zum Generalmajor beförderte. Nachdem später die ersten Versuche eines Friedensprozesses zwischen FRELIMO und RENAMO begannen, koordinierte Momade zusammen mit anderen RENAMO-Generälen den Prozess von der oppositionellen Seite. 1992 wurde er zum Generalleutnant befördert. Nach dem Abschluss des Friedensvertrags zwischen FRELIMO und RENAMO (Vertrag von Rom) war Momade Teil der Kommission, um den Waffenstillstand zu überwachen.

### Neue Aufgaben
Im Zuge der langsamen Demokratisierung Mosambiks und der Wandlung der RENAMO zu einer demokratischen Oppositionspartei übernahm Momade im Gegensatz zu vielen anderen Generälen, die Teil der staatlichen Armee wurden, vor allem politische Aufgaben. 1996 wurde zum Abgeordneten der Provinzversammlung von Nampula gewählt, bevor er 1999 ins nationale Parlament Mosambiks wechselte.
Innerhalb seiner Partei wurde Momade 2007 zum Generalsekretär gewählt. 2013 übernahm Manuel Bissopo das Amt, Momade wurde zum Leiter der Abteilung für Verteidigung und Sicherheit der RENAMO ernannt. In dieser Rolle befürwortete er eine erneute militärische Auseinandersetzung mit der mosambikanischen Regierung, um stärkeren Druck für Veränderungen auszuüben.
Er hatte die Position bis zum Tode des langjährigen RENAMO-Vorsitzenden Afonso Dhlakama im Mai 2018 inne. In einer außerordentlichen Sitzung der RENAMO-Führung bestimmte diese ihn im Mai 2018 einstimmig zunächst interimistisch zum Vorsitzenden der Oppositionspartei. Die Partei schrieb ihm auf Druck des militärischen Flügels der Partei zudem vor, dass er ebenfalls im RENAMO-Hauptquartier im Gorongosa-Busch residieren müsse. Er gab zudem sein Parlamentsmandat auf. Momade gilt unter Experten als „einende Führungsperson“, die es schaffen würde, die beiden Flügel der RENAMO, den parlamentarischen wie den militärischen, zu einen.
Nachdem zunächst fraglich war, ob der Tod Dhlakamas den Friedensprozess zwischen beiden Parteien in Frage stellen würde, führte Momade die Verhandlungen mit Staatspräsident Nyusi fort. Er äußerte sich optimistisch hinsichtlich eines neuen Friedensvertrages bis Ende 2018, der schließlich im August 2019 unterzeichnet wurde.
Auf einem Parteikongress der RENAMO im Januar 2019 wählte die rund 700 Delegierten Momade zum neuen Vorsitzenden. Momade gewann mit 410 Stimmen weit vor den Konkurrenten Elias Dhlakama, dem Bruder des verstorbenen Afonso Dhlakama, mit 238 Stimmen, sowie Manuel Bissposo, Generalsekretär der Partei, mit 7 Stimmen, und dem Abgeordneten Hermínio Morais, mit 5 Stimmen. Mit der Wahl zum Vorsitzenden der RENAMO war Momade zudem Kandidat für die mosambikanische Präsidentschaftswahl 2019. Dort erhielt er knapp 22 Prozent der Stimmen und unterlag somit Amtsinhaber Nyusi.
Zur Präsidentschaftswahl 2024 tritt er erneut an.